# 土田卯三郎
土田 卯三郎（つちだ うさぶろう、1867年12月14日（慶応3年11月19日） - 1932年（昭和7年）9月12日）は、日本の脳脊髄病科医師。医学博士。大正天皇の御典医。東京帝国大学医学部教授。
岐阜県出身。岡本多吉の長男として生まれ、1887年に土田に改姓。1890年医術開業試験後期に合格して医師となる。1892年から1898年まで東京帝国大学医科大学附属医院内科に勤務、1895年から1901年まで宮内省侍医局に奉職。1901年よりドイツに留学し、エアランゲン大学、ベルリン大学、チューリッヒ大学に学ぶ。1905年に帰国し、病院を開設。1907年に医学博士を取得。
現在、東京都台東区の上野桜木には「土田病院」が所在する。これは1907年に、土田卯三郎が「土田腦脊髄病院」として創立した病院である。また、神奈川県湯河原町吉浜にある「銀河館（旧・愛光商会吉浜寮/土田卯三郎別荘）」は、1923年の関東大震災で損壊した東京帝室博物館本館の部材の一部を、土田が購入したもので、現在は今田美奈子の別荘となっている。